# Madisyn Shipman
Madisyn Shipman (Kings Mountain, Carolina del Norte; 20 de noviembre de 2002) es una actriz, cantante y modelo estadounidense. Es conocida por interpretar a Kenzie Bell en la serie de Nickelodeon Game Shakers.

## Biografía
Shipman nació el 20 de noviembre del 2002 en Kings Mountain, Carolina del Norte, Estados Unidos.
A corta edad mantuvo una relación con el actor Aidan Gallagher que solo duró 4 meses.
Otras relaciones amorosas que la joven actriz tuvo fue con los también actores que aquí se mencionan:
Benjamin Flores Jr., Casey Simpson, Logan Patrick, Thomas Kuc, Sean Sexton.

## Carrera
Cuando Madisyn tenía nueve años, decidió empezar a trabajar como actriz en tres papeles, uno es Saturday Night Live en tres personajes. Ella también apareció en el teatro de Enron en Broadway en 2010.
En 2015, fue elegida para el papel principal como Kenzie Bell, una chica que es uno de los cofundadores de la compañía de juegos titular, en la serie de Nickelodeon Game Shakers, que es creado por Dan Schneider.

## Filmografía
| Año       | Título                                 | Personaje             | Nota                                 |
| --------- | -------------------------------------- | --------------------- | ------------------------------------ |
| 2009-2011 | Saturday Night Live                    | Diferentes personajes | 3 episodios                          |
| 2010      | Sesame Street                          | Madisyn               | Serie de televisión, un episodio     |
| 2012      | Modern Love                            | Maddie                | Película para televisión             |
| 2015      | Geezer                                 | Salomé                | Película                             |
| 2015      | The Peanuts Movie                      | Violet                | Película, doblaje                    |
| 2015-2019 | Game Shakers                           | Kenzie Bell           | Serie de televisión; Papel principal |
| 2016      | The Angry Birds Movie                  | Jake                  | Película, doblaje                    |
| 2016      | Ordinary world                         | Salome                | Película cinematográfica             |
| 2017      | Nickelodeon's Not So Valentine Special | Varios personajes     | Especial de televisión               |
| 2017      | Henry Danger                           | Kenzie Bell           | Episodio: "Danger Games"             |
| 2019      | Red Ruby                               | Flora                 | Serie web                            |
| 2022      | Call Me Kat                            | Pippa                 | Episodio: "Call Me a Kingbirdie"     |